# Мілберн (Оклахома)
Мілберн (англ. Milburn) — місто (англ. town) в США, в окрузі Джонстон штату Оклахома. Населення — 252 особи (2020).

## Географія
Мілберн розташований за координатами 34°14′19″ пн. ш. 96°33′9″ зх. д. / 34.23861° пн. ш. 96.55250° зх. д. (34.238658, -96.552394).  За даними Бюро перепису населення США в 2010 році місто мало площу 1,22 км², з яких 1,22 км² — суходіл та 0,00 км² — водойми.

## Демографія
Згідно з переписом 2010 року, у місті мешкало 317 осіб у 127 домогосподарствах у складі 84 родин. Густота населення становила 259 осіб/км².  Було 152 помешкання (124/км²).
Расовий склад населення:
| - 81,7 % — білих - 10,4 % — корінних американців - 0,6 % — чорних або афроамериканців |

До двох чи більше рас належало 6,9 %. Частка іспаномовних становила 4,1 % від усіх жителів.
За віковим діапазоном населення розподілялося таким чином: 26,5 % — особи молодші 18 років, 59,3 % — особи у віці 18—64 років, 14,2 % — особи у віці 65 років та старші. Медіана віку мешканця становила 36,7 року. На 100 осіб жіночої статі у місті припадало 107,2 чоловіків;  на 100 жінок у віці від 18 років та старших — 100,9 чоловіків також старших 18 років.
Середній дохід на одне домашнє господарство  становив 37 673 долари США (медіана — 30 833), а середній дохід на одну сім'ю — 43 640 доларів (медіана — 37 917). За межею бідності перебувало 24,3 % осіб, у тому числі 39,7 % дітей у віці до 18 років та 10,4 % осіб у віці 65 років та старших.
Цивільне працевлаштоване населення становило 106 осіб. Основні галузі зайнятості: освіта, охорона здоров'я та соціальна допомога — 25,5 %, будівництво — 15,1 %, роздрібна торгівля — 14,2 %.